# ماركوس ماكسويل
ماركوس ماكسويل (بالإنجليزية: Marcus Maxwell)‏ هو لاعب كرة قدم أمريكية أمريكي، ولد في 8 يوليو 1983 في بيركيلي في الولايات المتحدة.

## وصلات خارجية
- ماركوس ماكسويل على موقع مرجع كرة القدم المحترفة.كوم (الإنجليزية)
- ماركوس ماكسويل على موقع JustSportsStats.com (الإنجليزية)